# Marco Valério Messala Rufo
Marco Valério Messala Rufo (em latim: Marcus Valerius Messalla Rufus) foi um político da gente Valéria da República Romana eleito cônsul em 53 a.C. com Cneu Domício Calvino. Era filho de Marco Valério Messala Níger, cônsul em 61 a.C., irmão de Valéria Messala, a quarta esposa do ditador Lúcio Cornélio Sula, e pai de Marco Valério Messala, cônsul sufecto em 32 a.C., e de Potito Valério Messala, cônsul sufecto em 29 a.C..

## Carreira
Foi o candidato eleito ao consulado em 53 a.C., mas, devido aos distúrbios e às repetidas nomeações de interrexes, não pode assumir o cargo até que já houvesse transcorrido a metade de seu mandato.
Messala havia pago um alto preço por ser eleito e tinha o apoio de Cícero, o que lhe valeu a inimizade aberta de Públio Clódio e secreta de Pompeu, que queria ser nomeado ditador. Chegou a ser apedrejado pelos aliados de Clódio.
Foi acusado duas vezes por práticas ilegais nas eleições. Na primeira, foi acusado pelo tribuno Quinto Pompeu Rufo, um neto de Sula, de suborno. Cícero, apesar da evidente culpa de Messala, assim como a maior parte do partido senatorial (optimates), o apoiou. Foi absolvido graças a eloquência de seu tio, Quinto Hortênsio Hórtalo, mas, na segunda vez, acabou sendo considerado culpado de transgredir a Lex Licinia de Sodalitiis, ou seja, de tentar controlar as assembleias do povo e, portanto, as eleições.
Durante a Segunda Guerra Civil da República Romana, colocou-se ao lado de César. Em 47 a.C., acompanhou-o ao oriente e foi provavelmente encarregado da guerra na África, em 46 a.C., quando um motim dirigido por um centurião o cercou em Messina. Depois da Batalha de Tapso, foi enviado a Útica. Em 45 a.C., estava na Hispânia. A partir daí, Messala desaparece das fontes e não se sabe quando morreu. Foi áugure durante cinquenta e cinco anos e escreveu um trabalho sobre a ciência da adivinhação.